# Mia Jurke
Anna Mia Jurke, född 2 juni 1973, är en svensk företagsledare och vd för East Capital Explorer sedan 2011.
När Jurke tillträdde på posten som vd för East Capital Explorer hade hon arbetat sex år på olika poster inom East Capital-sfären. Hon har även arbetat inom Öhmangruppen.